# Fra Mauro

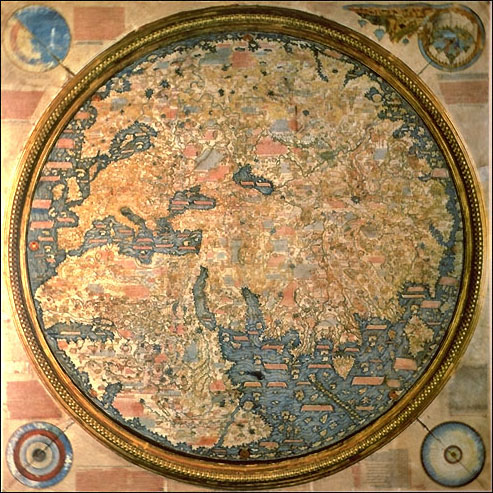
El mapa de fra Mauro de 1459 (invertit, el sud està normalment a la part superior). El mapa representa Àsia, Àfrica i Europa

Fra Mauro, O.S.B. Cam. (mort el 1464), fou un monjo i cartògraf camaldulès italià del segle xv. El seu taller de cartografia es trobava al monestir de San Michele di Murano, a la llacuna veneciana. L'any 1457 va dibuixar un mapa del món antic d'una sorprenent precisió, en el qual inclou comentaris molt extensos dels coneixements geogràfics de la seva època. El mapa es coneix avui dia com el "mapa de fra Mauro" o "mapamundi de fra Mauro". El 2006 Piero Falchetta va realitzar una edició crítica del mapa.

## El mapa de 1459
El mapa li va ser encarregat a fra Mauro pel rei Alfons V de Portugal. Andrea Bianco, un navegant i cartògraf, va col·laborar amb fra Mauro en la creació del mapa, la qual cosa testifiquen els pagaments que li van ser realitzats entre 1448 i 1459. El mapa es va completar el 24 d'abril de 1459 i va ser enviat a Portugal, però aquest exemplar va desaparèixer. Es va adjuntar al mapa una carta del príncep venecià destinada al príncep Enric el Navegant, oncle d'Alfons V, en la qual exhortava el príncep a continuar destinant fons a l'exploració. Fra Mauro va morir a l'any següent mentre realitzava una còpia d'aquest mapa per la Senyoria de Venècia. La còpia va ser completada per Andrea Bianco. Una medalla commemorativa contemporània descriu fra Mauro com "geographus incomparabilis".

### Extrem Orient
El mapamundi de fra Mauro mostra influències de la cartografia xinesa, que poden vincular-se a la informació que li va subministrar el seu company venecià Niccolò Da Conti. Aquestes influències recullen també errors, com el que situa un gran riu procedent del centre d'Àfrica desembocant al mar Roig.

## Altres treballs
Existeixen encara dues còpies dels mapes de fra Mauro. Una n'és el portolà en la Biblioteca Vaticana (Codice Borgiano V), publicat per Roberto Almagià el 1944. L'altre va ser descobert per Antonio Ratti i es considera la còpia d'un mapa perdut de fra Mauro signada per Giorgio Callapoda de Candia, i datat el 1541; va ser venut en subhasta el 1984 a Milà i es troba avui dia en una col·lecció privada, probablement a França.

## Homenatges
El 1935 es va decidir anomenar «Fra Mauro» un astroblema lunar. La formació Fra Mauro associada a l'astroblema també porta el seu nom. Els astronautes de l'Apollo 14 van allunitzar en l'anomenada formació de Fra Mauro. L'Apollo 13, que devia allunitzar al cràter de Fra Mauro, no va poder fer-ho a causa d'una explosió en el seu tanc d'oxigen.